# Darbya lira
Darbya lira is een slakkensoort uit de familie van de Borsoniidae. De wetenschappelijke naam van de soort is voor het eerst geldig gepubliceerd in 1934 door Paul Bartsch. De schelp is langwerpig en conisch, met 12 windingen. Die van het type-exemplaar is 22,6 mm lang en heeft een diameter van 6,2 mm. De soort werd ontdekt aan de kust van Puerto Rico.